# Jean Marigny
Jean Marigny est né le 9 avril 1939 à Cherbourg. Il est professeur émérite de l'Université Stendhal à Grenoble, où il enseigne la littérature anglaise et américaine. Il est spécialiste du mythe du vampire.
Il est le fondateur du Groupe d'études et de recherches sur le fantastique (GERF) qu'il a dirigé plusieurs années de suite au sein de l'Université Stendhal. Jean Marigny est également membre de la branche canadienne de la Transylvanian Society of Dracula.
Le personnage du vampire fascine Jean Marigny car il est un être paradoxal : « Aucun personnage de fiction n’est plus emblématique du fantastique que le vampire. S’il est vrai que (...) le fantastique se fonde sur la paradoxe, le vampire en est la meilleure illustration, puisqu’il est à la fois mort et vivant », explique-t-il.

## Œuvres
- Le Vampire dans la littérature anglo-saxonne (1983), thèse de doctorat d'État en littérature anglo-saxonne (publiée chez Didier-Érudition en 1985).
- Histoires anglo-saxonnes de Vampires (Librairie des Champs-Élysées, 1978).
- Les Vampires : Dracula et les siens, en collaboration avec Roger Bozzetto (Omnibus, 1997).
- Sang pour sang : le réveil des vampires, coll. « Découvertes Gallimard / Culture et société » (no 161), Paris : Gallimard, 1992
- Dracula (centenaire du roman de Stoker), 1997.
- Le vampire dans la littérature du XXe siècle, Paris, Honoré Champion, coll. « Bibliothèque de littérature générale et comparée » (no 38), 2003, 383 p. (ISBN 2-7453-0818-1).
- Les Mondes perdus de Clark Ashton Smith, La Clef d'argent, 2007 (ISBN 9782908254563).
- Les femmes vampires, José Corti, 2010 (Anthologie codirigée avec Jacques Finné).
- Vampires : de la légende au mythe moderne, La Martinière, 2011.

## Direction d'ouvrages
- La Maison du Vampire, roman de George Sylvester Viereck (La Clef d'argent, 2003) : introduction, traduction et notes  (ISBN 9782908254426)